# IG Farben

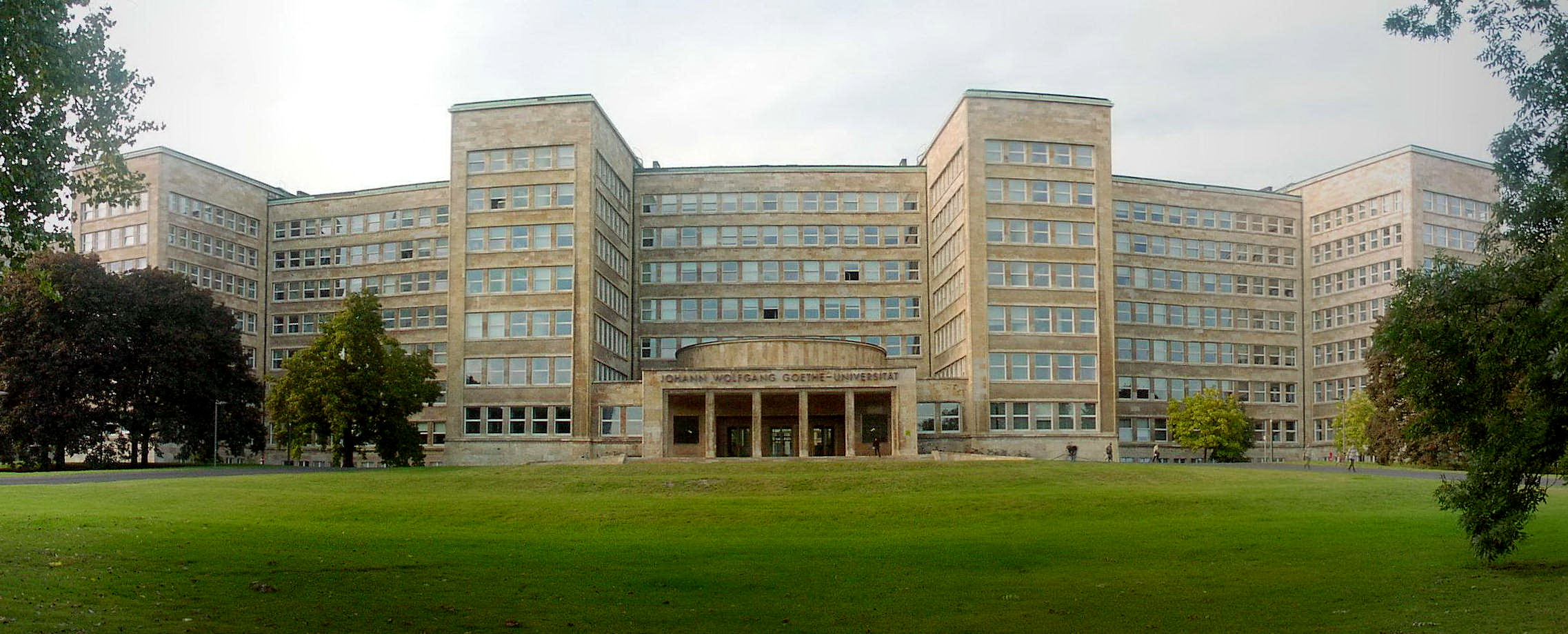
Siedziba IG Farben (Frankfurt nad Menem), budynek wykorzystywany obecnie przez Uniwersytet Goethego

I.G. Farbenindustrie AG (skrót od Interessen-Gemeinschaft Farbenindustrie Aktiengesellschaft, tłum. z niem. Syndykat Przemysłu Farbiarskiego Spółka Akcyjna) – niemiecki koncern chemiczny utworzony we Frankfurcie nad Menem w 1925 roku, a ostatecznie zlikwidowany w 2012 roku.

## Historia
W 1904 r., z inicjatywy niemieckiego chemika i inżyniera, Carla Duisberga – od 1883 pracującego (od 1900 na stanowisku kierowniczym) w fabryce farb i barwników Farbenfabriken vormals Friedr. Bayer & Co. (rok założenia 1881, przekształconej później w Bayer AG) doszło do konsolidacji przedsiębiorstw z branży chemicznej i fototechnicznej (Bayer AG, Agfa i BASF) z inną silną grupą przedsiębiorstw z tej branży, utworzoną przez firmy Hoechst AG, Huels, Cassella oraz Kalle & Co. AG. Obie grupy utworzyły kartel pod nazwą Interessengemeinschaft der deutschen Teerfarbenfabriken w 1925 r. przekształcony w spółkę akcyjną I.G. Farbenindustrie (Interessen-Gemeinschaft Farbenindustrie AG) z kapitałem zakładowym 646 mln marek, w 1926 powiększonym do 1100 mln marek.
W 1926 I.G. Farbenindustrie zatrudniał 150 000 ludzi (robotników i pracowników umysłowych) i kontrolował ponad 80% produkcji chemicznej Niemiec. Początkowo przedsiębiorstwa wchodzące w skład koncernu produkowały głównie barwniki. W latach 1933–1934 przedsiębiorstwo wsparło finansowo nazistów całkowitą kwotą 84,2 mln marek – przekazano ją bezpośrednio na cele NSDAP. Dzięki temu wsparciu członkowie kierownictwa I.G. Farbenindustrie zajmowali wysokie stanowiska w państwowych instytucjach koordynujących niemiecką gospodarkę wojenną. Zwolniono też naukowców i dyrektorów żydowskiego pochodzenia, m.in. Fritza Habera. 14 grudnia 1933 roku I.G. Farben podpisało tajne porozumienie w sprawie produkcji syntetyków, stając się przemysłową podporą przygotowań Hitlera do wojny.

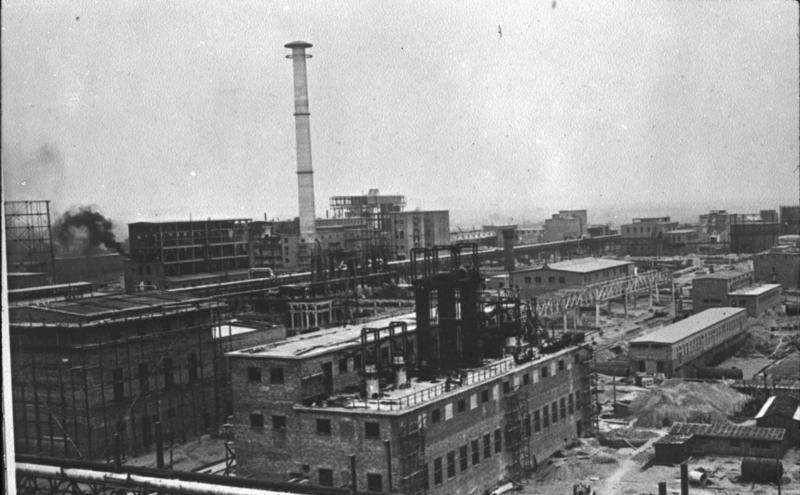
Budowa zakładów chemicznych I.G. Farben w Monowicach (1941)

W 1927 doszło do szeregu porozumień pomiędzy światowymi koncernami z branży chemicznej. I.G. Farbenindustrie podpisało umowę z amerykańskim koncernem naftowym Standard Oil, dzięki której pozyskało technologię i doświadczenie w zakresie produkcji benzyny syntetycznej. Miało to duże znaczenie dla gospodarki Niemiec w wypadku konfliktu zbrojnego, gdyż kraj ten praktycznie pozbawiony był złóż ropy naftowej.
W tym samym roku podpisano także umowę z kolejnym amerykańskim koncernem Alcoa (Aluminium Company of America), która pozwalała I.G. Farbenindustrie zastosować najnowsze technologie produkcji magnezu i aluminium. W latach następnych podpisywano porozumienia z firmami: DuPont (technologia produkcji benzyny ołowiowej), U.S. Industrial Alcohol Co. i jej podmiotem zależnym Cuba Distilling Co. (technologie produkcji etanolu przemysłowego). W 1938 r., dzięki zamówieniom państwowym i monopolistycznej pozycji rynkowej, całkowite obroty koncernu osiągnęły poziom 2,2 mld marek, aby w 1943 przekroczyć 4,2 mld.

### II wojna światowa i zbrodnie wojenne

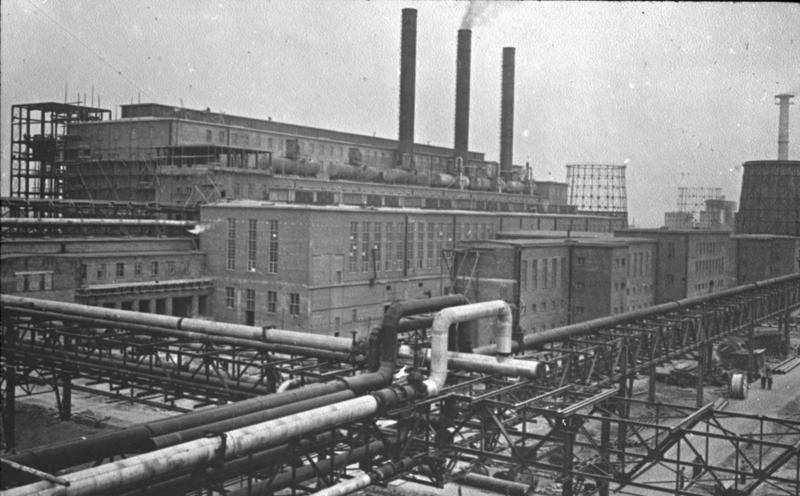
Zakłady IG Farben w Oświęcimiu

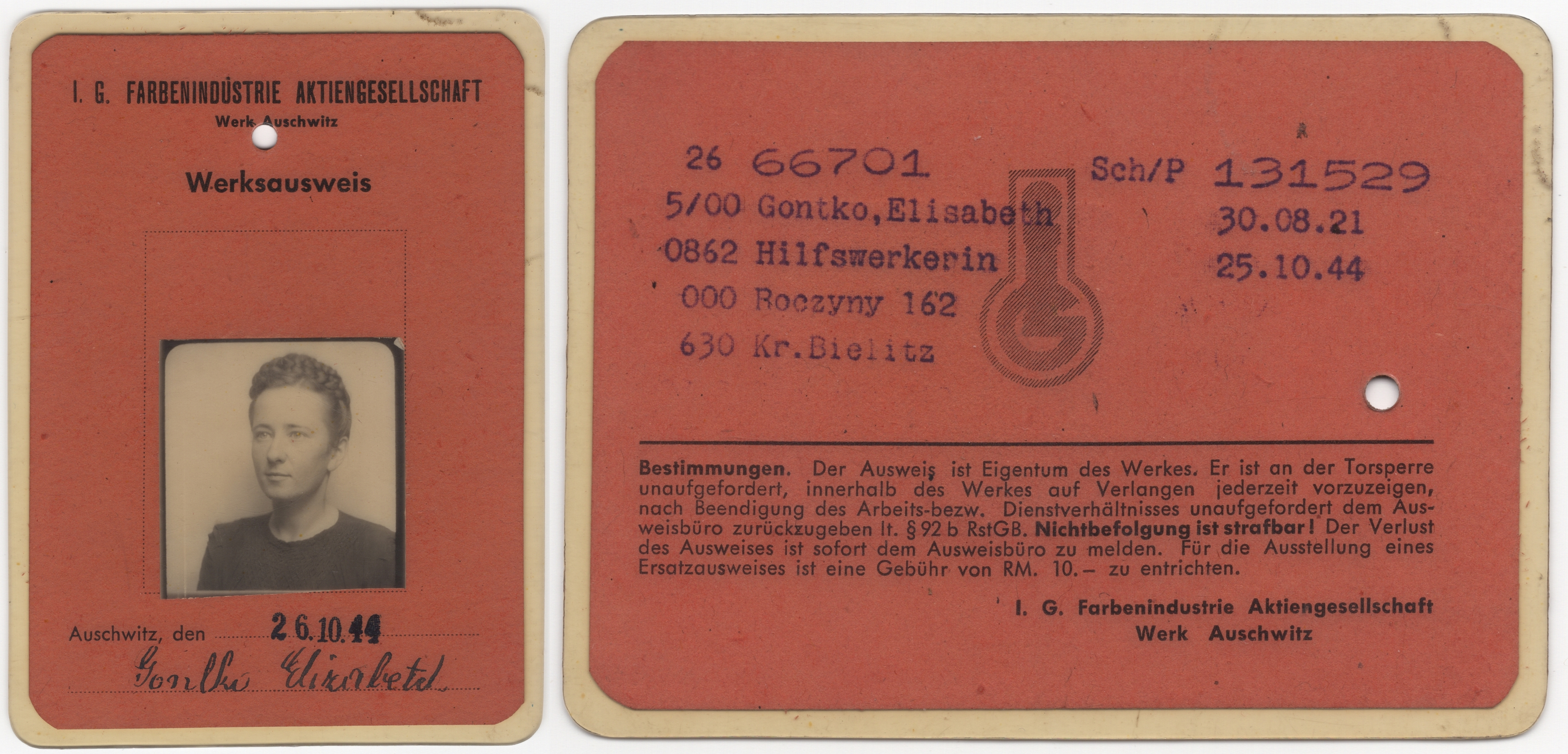
Przepustka do zakładu Auschwitz I.G. Farbenindustrie z 1944 roku

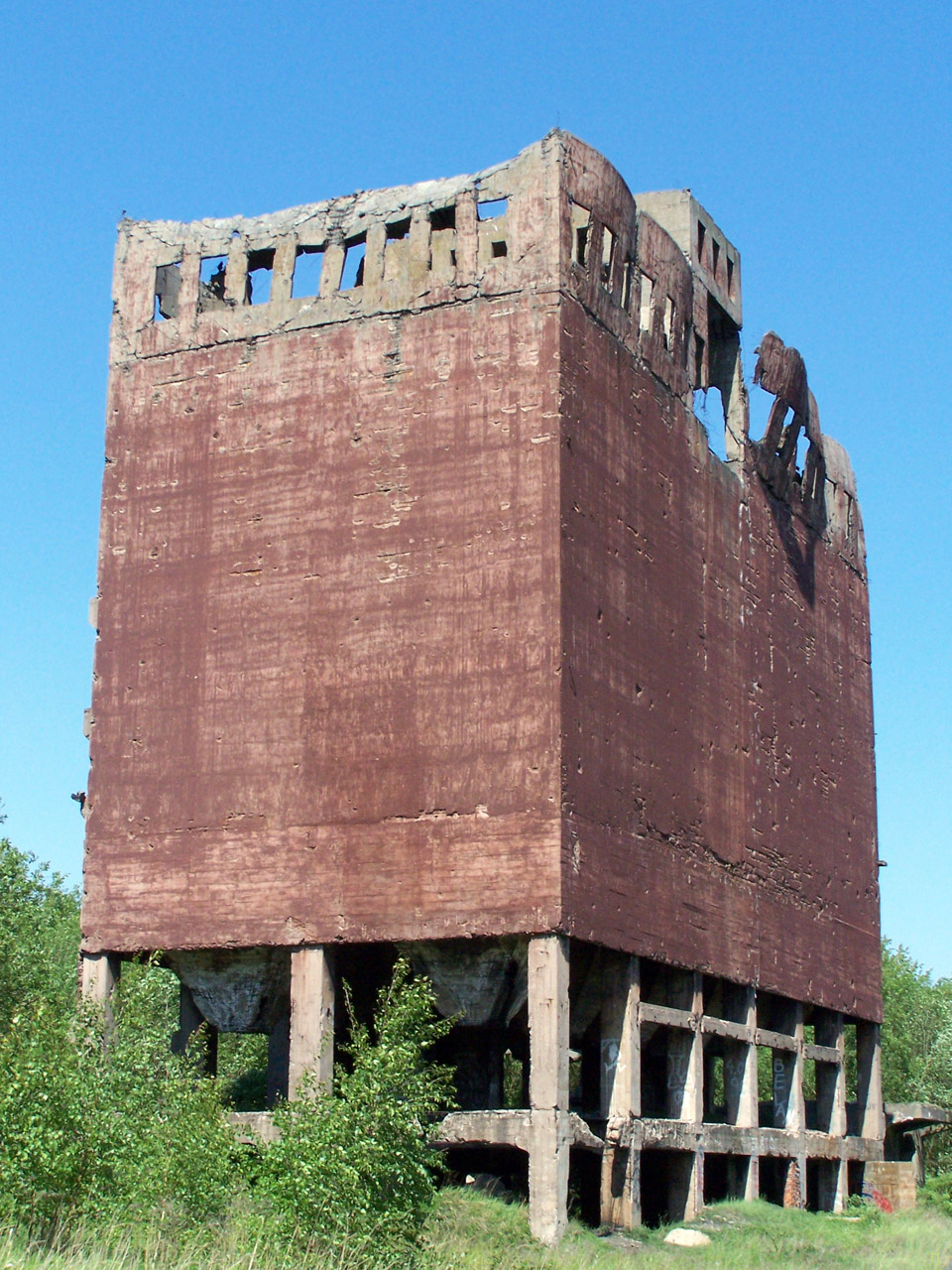
Elewator węglowy fabryki benzyny syntetycznej w Policach (Pomorze Zachodnie)

W latach II wojny światowej pozycja I.G. Farbenindustrie wzrosła do tego stopnia, iż przedsiębiorstwo stało się głównym filarem autarkicznej gospodarki surowcowej III Rzeszy i zajmowało czołową pozycję w gospodarce wojennej jako producent materiałów strategicznych (większość zakładów I.G. Farbenindustrie pracowała na potrzeby armii niemieckiej). W I.G. Farbenindustrie wytwarzano zaawansowane produkty chemiczne; (kauczuk syntetyczny, nikiel, magnez, siarkę i smary – wszystkie te produkty w ilości 100% całkowitej produkcji przemysłu), bojowe środki trujące (95% całkowitej produkcji), masy plastyczne (92% produkcji), barwniki, włókna sztuczne i syntetyczne, materiały wybuchowe (88% produkcji, w tym proch 75%), związki azotu (80%) oraz 52% całkowitej produkcji benzyny syntetycznej uzyskiwanej z węgla. Także na początku lat 40. XX wieku w I.G. Farbenindustrie opracowano, na zlecenie Abwehry, urządzenie szpiegowskie do wytwarzania mikrokropek – służące do miniaturyzacji tekstu i rysunków technicznych, np. kartki formatu A4 do wielkości 1 mm kropki.
Na początku wojny, oraz w trakcie jej trwania, koncern uczestniczył także w grabieży przedsiębiorstw na terenie Austrii, Czechosłowacji, Polski, Norwegii oraz ZSRR – współpracował w tym celu z wysokimi funkcjonariuszami nazistowskimi wskazując, która fabryka czy zakład ma być zabezpieczona, rozmontowana i dostarczona do I.G. Farbenindustrie.

#### Wykorzystanie pracy niewolniczej
Koncern zatrudniał masowo więźniów obozów koncentracyjnych i wywiezionych na pracę przymusową, stworzył także własną sieć zakładów pracy zlokalizowanych przy tych obozach, m.in. w fabryce benzyny syntetycznej w Policach (niem. Hydrierwerke Pölitz AG), w zakładach I.G. Farbenwerk Auschwitz w Monowicach przy obozie w Auschwitz-Birkenau produkowano syntetyczną benzynę i kauczuk. Obóz koncentracyjny w Monowicach założono specjalnie na potrzeby I.G.Farben. Przy podejmowaniu decyzji wzięło udział kierownictwo koncernu, kluczowe decyzje podejmował jeden z liderów firmy, przyjaciel szefa SS Heinricha Himmlera Otto Ambros. Koszty budowy w wysokości 900 mln marek miały być w całości finansowane przez koncern, który liczył na ogromne dochody z tej inwestycji.
W zakładach zlokalizowanych na terenie samych Niemiec pracowało 103 000 robotników przymusowych przywożonych z krajów okupowanych, natomiast przez zakłady I.G. Farbenindustrie przy Auschwitz-Birkenau przewinęło się w latach 40. ok. 300 000–500 000 więźniów, z których większość została wymordowana. W 1944 zatrudnienie w tym obozie osiągnęło poziom 83 000 więźniów. I.G.Farben opłacało „wynajem” więźniów wprost do skarbu SS. Koncern „wynajmował” również od SS nadzorców więźniów (kapo).

#### Eksperymenty na więźniach obozów
I.G. Farbenindustrie miał 42,2% udziałów w spółce Degesch (Deutsche Gesellschaft für Schädlingsbekämpfung) produkującej cyklon B, który był wykorzystywany przez Niemców do eksterminacji. Z koncernem współpracowali lekarze prowadzący także eksperymenty pseudomedyczne na więźniach niemieckich obozów koncentracyjnych (np. wstrzykiwanie benzyny syntetycznej w serce i inne). W Auschwitz-Birkenau współpracownikiem IG Farben oraz Bayer był m.in. zbrodniarz wojenny Helmut Vetter, który na więźniach badał tolerancję leków. Przedsiębiorstwo dostarczało także oddziałom SS metanol, za pomocą którego uśmiercano więźniów i spalano zwłoki w krematoriach.
Dla I.G. Farben pracowało wielu niemieckich naukowców, m.in. chemik i przedsiębiorca Fritz ter Meer, czy też posiadacz patentu na cyklon B i oficer operacyjny I.G. Farben Carl Wurster.
Całkowity zysk wojenny netto I.G. Farbenindustrie oszacowano w 1945 na 6 mld marek niemieckich.

### Okres powojenny

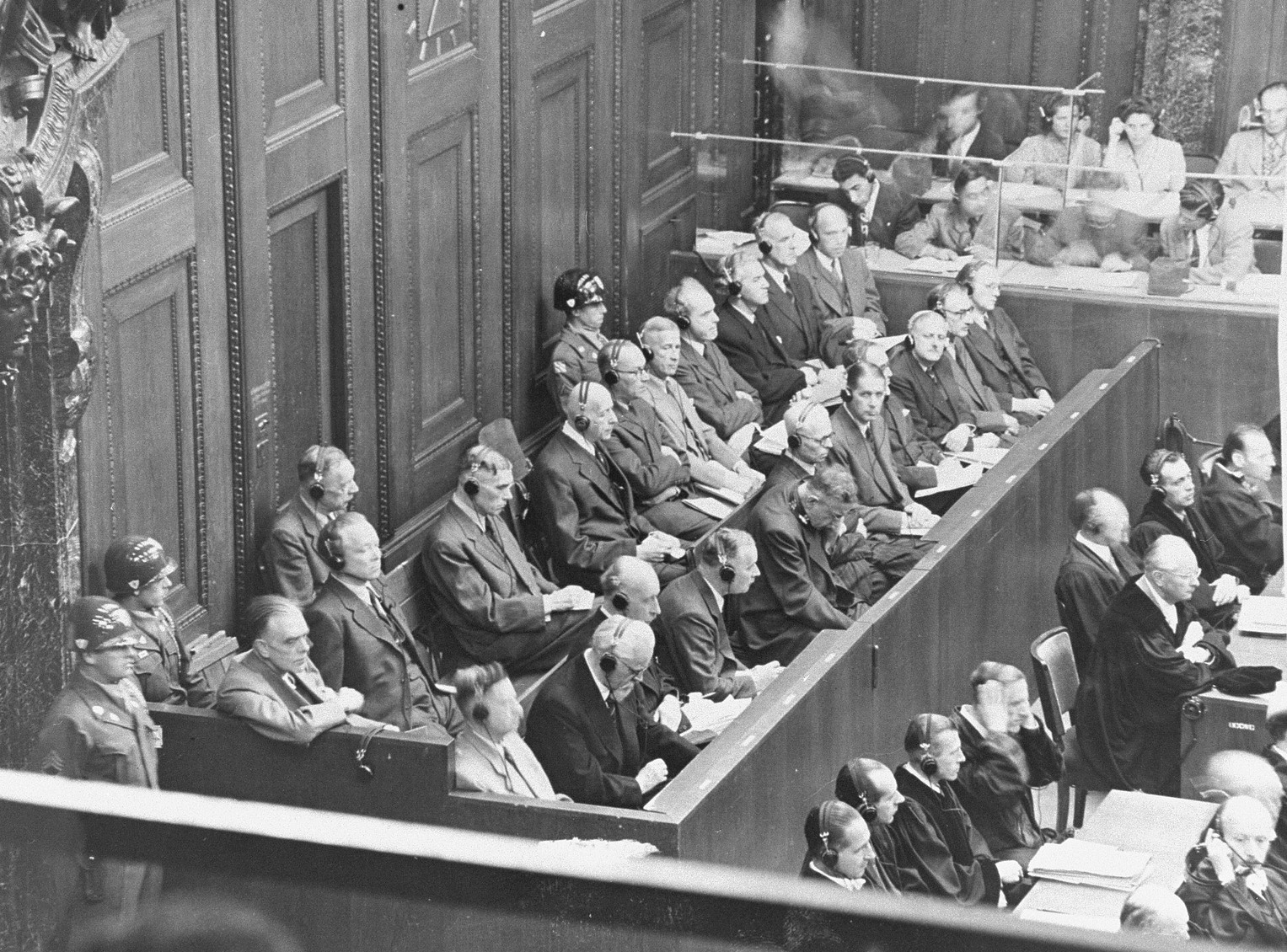
Oskarżeni w procesie IG Farben (27 sierpnia 1947)

W latach 1947–1948 odbył się tzw. „proces IG Farben” oraz następne przeciwko koncernowi w ramach procesów norymberskich. 24 dyrektorów koncernu stanęło przed amerykańskim trybunałem wojskowym, a 13 z nich zostało skazanych na kary pozbawienia wolności (od 6 miesięcy do 8 lat). Z powodu wagi zarzutów o zbrodnie wojenne I.G. Farbenindustrie uważane były przez aliantów za zbyt zdeprawowane i zdemoralizowane, aby dalej funkcjonować, rozważano zatem całkowite zlikwidowanie koncernu i konfiskatę jego aktywów (zgodnie zresztą z końcowymi ustaleniami międzysojuszniczymi z konferencji poczdamskiej).
Ostatecznie jednak zaniechano likwidacji i w 1951 podzielono koncern na przedsiębiorstwa, które pierwotnie weszły w skład I.G. Farbenindustrie – przedsiębiorstwa te uległy konsolidacji, przyłączając mniejsze podmioty do dysponujących większymi zasobami i pozycją rynkową – ostatecznie z przedsiębiorstw założycielskich pozostały tylko cztery: Agfa, BASF, Bayer i Hoechst (połączony później z francuską firmą Rhône-Poulenc Rorer i ostatecznie przekształcony w koncern chemiczny Aventis).
Wielu oskarżonych wkrótce powróciło na intratne stanowiska. Przykładowo Carl Wurster, podczas II wojny światowej szef firmy chemicznej produkującej gaz cyklon B do Auschwitz, oraz oskarżony w Norymberdze przed Trybunałem ds. Zbrodni Wojennych, już w 1952 został szefem firmy BASF. Funkcję tę pełnił przez wiele lat. W latach 1960–1972 sprawował urząd wiceprezydenta Towarzystwa Maxa Plancka. Wśród wielu intratnych posad jakie zajmował, należy wymienić stanowisko członka zarządu Deutsche Bank. Fritz ter Meer, skazany w Norymberdze za ludobójstwo i zmuszanie do pracy niewolniczej w związku ze zbrodniami w Auschwitz, w 1956 objął na ponad 10 lat stanowisko prezesa firmy Bayer.
Koncern został oficjalnie zlikwidowany w 1952 roku, kiedy utworzono z pozostałości po podziale przedsiębiorstwo I.G. Farbenindustrie AG i. L. (I.G. Farbenindustrie AG w likwidacji). Pod koniec lat 50. I.G. Farbenindustrie wypłacił 27 mln marek odszkodowań robotnikom przymusowym pochodzenia żydowskiego (pracujących m.in. w zakładach Buna-Werke Auschwitz należących do I.G. Farben). Mimo to I.G. Farben ciągle był notowany jako trust na Frankfurckiej Giełdzie Papierów Wartościowych aż do 10 listopada 2003, kiedy ogłoszono jego bankructwo. I.G. Farbenindustrie wypłaciło wtedy kwotę odszkodowań w wysokości 500 000 marek niemieckich (160 000 funtów lub 255 646 euro) na rzecz fundacji dla byłych robotników przymusowych w nazistowskiej III Rzeszy, 21 mln marek pozostawiono w rezerwie – ostatecznie jednak nie wypłacono z tej kwoty kolejnych odszkodowań.